# Debreceni EAC
A Debreceni Egyetemi Atlétikai Club (röviden: DEAC) a Debreceni Tudományegyetem 1919-ben alapított sportklubja. Elődje az 1906-ban alapított Debreceni Akadémiai Atlétikai Club. Székhelye Debrecenben található, központja az 1926-ban épített Dóczy József utca 9. alatti sporttelep. A sportegyesületnek 2017-ben 16 szakosztálya működött, melyek közül négy az NB I-ben szerepelt. Megalakulása óta az egyesületi tagok zömében a Debreceni Egyetem hallgatóiból és oktatóiból kerülnek ki.

## A klub története
A DEAC elődje az 1906-ban alapított Debreceni Akadémiai Athletikai Club (DAAC), amely elsősorban a Debreceni Református Kollégium diákságának nyújtott sportolási lehetőséget, futballtagozata azonban nem volt. A DEAC testvéregyesülete volt az 1907-ben alakult DGASE (Debreceni Gazdasági Akadémia Sport Egyesülete), amely az Agrártudományi Egyetem elődjén, a gazdászokat képző akadémián működött. A két főiskolai-egyetemi egyesület harmonikus szimbiózisban élt. Az 1912-ben alapított Debreceni Magyar Királyi Tudományegyetem része lett a Református Hittudományi Kar, és így a DEAC 1919. augusztus 1-jei megalapítása egyben a DAAC megszűnését jelentette. Az újonnan alakult klub hét szakosztállyal indult (torna, atlétika, labdarúgás, vívás, tenisz, télisport, úszás). Első elnöke Milleker Rezső világhírű földrajztudós volt, aki 13 éven át viselte ezt a tisztséget.
Alapításának célja az alapító okirat szerint: A debreceni egyetemi, és általában a művelt ifjúság testi és szellemi épségének rendszeres testgyakorlás és önképzés útján való előmozdítása és ezzel a bajtársi érzés kifejezése: a nemzeti és egyéni boldogulás egyik fő feltételének megadása.
1921. szeptemberben kezdték füvesíteni a futballpálya talaját. Ez volt az első szisztematikusan füvesített labdatér Debrecenben. 1926-ban hozzáfogtak – Mattyók Aladár okleveles mérnök tervei alapján – a stadion, a klubház és a tribün felépítéséhez, amelynek ünnepélyes átadására 1928. június 3-án Klebelsberg Kuno kultuszminiszter jelenlétében került sor. A romantikus környezetben épült sporttelep az 1920-as évek Magyarországának legszebb létesítménye volt. 1939-ben megépült a régóta várt fedett sportcsarnok, berendezésére azonban a háborús nehézségek miatt már nem került sor, a katonaság le is foglalta a sporttelepet. A sportcsarnok és a sporttelep újjáépítése 1949-ben fejeződött be.
1946. augusztus 3-án a Debreczen című lap közölte, miszerint "a belügyminiszter a DEAC -ot feloszlatta, mert az egyesület tagjai az elmúlt rendszer alatt a fasiszta eszme kiszolgálói voltak". 1947 májusában újfent DEAC lett belőle, és akkor újjászervezte labdarúgó-szakosztályát, és ekkor alakult a kosárlabda szakosztálya. 1948-ban egyesült a Debreceni Gazdasági Akadémiai Sportegyesülettel (DASE) és 1948 decemberétől Debreceni MEFESZ (Magyar Egyetemisták és Főiskolások Szövetsége) lett a klub elnevezése. 1949. december 7-től a sportegyesület mint Szakszervezeti Üzemi Sporttitkárság működött. 1951-ben kötelezővé tették, hogy a felsőoktatáshoz tartozó klubok felvegyék a Haladás nevet, az elnevezése Debreceni Haladás Sport Egyesület (DHSE) lett. 1951-ben a Debreceni Haladás SE 10 szakosztállyal működött, és 1952-re majdnem 900 tagot számolt, akik közül 165 minősített sportoló volt. 1954-re a minősített sportolók létszáma megkétszereződött és a Haladás SE csapatai 14 sportágban vettek részt rendszeres bajnokságokon. Különösen a sakkban, atlétikában, teniszben és vívásban voltak sikeresek.
1955. decemberben a klub elnöke Kulin László Kossuth-díjas egyetemi tanár lett. 1957. február 5-én a klub visszavette a történelmi DEAC nevet, és tanár elnöknek Szabó Istvánt, a gazdaságtörténet professzorát választotta meg. Ekkor 12 szakosztályban folyt a munka.
1957-ben megszüntették a Haladás SE-ket, és a klub újra felvehette a hagyományos DEAC nevet. A klub ekkor 12 szakosztállyal működött, a röplabdázók az NB I-ben, a kosarasok az NB II-ben, a labdarúgók az NB III-ban játszanak.
1965. szeptember 4-én a DEAC pályáján érte el Zsivótzky Gyula 73,74 méteres világcsúcsát. Ez volt az első világcsúcs, amit Debrecenben értek el.
1979. június 21-én a DEAC, a DASE és az Ybl Miklós Műszaki Főiskolai SE sportolói a Debreceni Universitas SE személyi állományába, az új klub tizenegy szakosztályába kerültek. Az egylet elnöke Tóth József, az Agrártudományi Egyetem rektora, ügyvezető elnöke Czédl Lajos, a KISZ debreceni VB-titkára lett. 1989 őszén megalakult a KLTE-DSK, amely a DEAC jogutódjának tekintette magát, alapjain épült újjá a klub 1991-ben.
2006-ban átalakult a DEAC egyesülete és DEAC Sport Kft néven 19 szakosztályt működtetett.
2009-ben az egyesület alapításának 90. évfordulóján a klub örökös elnökévé választották Nyirkos István (1933−2013) professzort, akinek mellszobrát 2016. október 5-én avatták fel a sportpálya délkeleti sarkán.
A klub 2019-ben ünnepelte centenáriumát, ebből az alkalomból Sportgazdasági-menedzsment és teniszközpont épült Debreceni Egyetem területén, amit szeptemberben adtak át.

## Elnevezései
- Debreceni Egyetemi Athletikai Club (1919−1946)
- Debreceni Egyetemi Sport Egyesület (1946−1947)
- Debreceni MEFESz SE (1948−1949)
- Debreceni Főiskolai SE (1949−1950)
- Debreceni Egyetemi SE (1950−1951)
- DEAC−DISZ FSE (1951)
- Debreceni Haladás SE (DHSE) (1951−1957)
- Debreceni Egyetemi Atlétikai Club (1957−1979)
- Debreceni Universitas SE (1979. június 21.−1989. november 30.)
- KLTE−DSK (1989−1991)
- Debreceni Egyetemi Atlétikai Club (1991. június 12.−)
- Debreceni EAC - Szertár Sportbolt (2005−2014)[14]

## Neves sportolói
- Gyarmati Olga, távolugró, futó, gátfutó, egy ideig a DEAC sportolója, a londoni olimpián távolugrásban aranyérmet szerzett.
- Filep Tibor sakkmester, 1959-ben tagja volt a főiskolai világbajnokságon a 3. helyezést megszerző magyar válogatottnak.
- Pethő Ákos, marketing szakember, kézilabdázó 2019-

## Szakosztályai

### Labdarúgás
A klub alapításával egyidőben alakult labdarúgó szakosztálynak 1919. december 5-én 22 igazolt játékosa volt. 1920. február 12-én számuk 34-re nőtt, és júliusban már 71 igazolt játékossal rendelkeztek. A mez mai napig is tartó megjelenését 1921 nyarán határozták meg: „a dressz színe fekete-fehér lesz, keresztcsíkkal, a bal oldalán DEAC fölírással.”
Az akkor indult Kelet-magyarországi labdarúgó bajnokságban az 1921−1922-es idényben a 2. helyen végzett a csapat. Ez az ezüstérem volt a DEAC legjobb amatőr bajnoki eredménye 1945 előtt. Egy esztendő múlva bronzmedált harcolt ki a társulat. 1926-ban, majd 1927-ben Kelet-Magyarország válogatottjában négyen (Boda József, Cseszkó Gyula, Jacsó János és László Márton kapus) kaptak helyet a klubból.
A DEAC labdarúgócsapata 1932-ben megnyerte a Debrecen város Ezüstlabda díját, majd 1934-ben harmadik lett az Országos Főiskolai Labdarúgó-bajnokságban.
1935-ben a csapat két játékosa, Végváry és Jacsó bekerült az olimpiai válogatott keretbe. Fejér Rezső 24 alkalommal lépett pályára Kelet-Magyarország válogatottjában.
1959-ben az Országos Főiskolai Labdarúgó-bajnokság második helyét szerezte meg a csapat, majd 1961 tavaszán felkerült az NB II-be, és a 8. helyen végeztek. Ez a DEAC labdarúgócsapatának a legjobb NB-s bajnoki helyezése.
2011-ben a megyei élvonalban szereplő DEAC-Szertár Sportbolt futballcsapata megnyerte a bajnokságot, ezt követően pedig – fennállása során először – az NB III-ban indulhatott, 2013-ban azonban kiesett. 2017-ben jutott fel ismét az NB III-ba. 2020-ban az NB III keleti csoportját megnyerte, miután a koronavírus-járvány miatt félbeszakadt bajnokság eredményét vették alapul, és feljutott az NB II-be. A csapat egy év elteltével visszaesett a harmadosztályba.

#### Sikerek
NB II
- Résztvevő: 1961-62, 1962-63, 1979-80, 1980-81, 1981-82, 1988-89, 2020-21

NB III
- Bajnok: 1960-61

Hajdú-Bihar megyei labdarúgó-bajnokság (első osztály)
- Bajnok: 1995-96, 2010-11, 2016-17

#### Jelenlegi keret
2021. február 11-én frissítve.
A vastaggal jelzett játékosok felnőtt válogatottsággal rendelkeznek.
A dőlttel jelzett játékosok kölcsönben szerepelnek a klubnál.

| Mezszám       | Név                | Nemzet           | Posztok     | Szül. év (kor)                |         |         |         |         |         |
| Kapusok       | Kapusok            | Kapusok          | Kapusok     | Kapusok                       | Kapusok | Kapusok | Kapusok | Kapusok | Kapusok |
| ------------- | ------------------ | ---------------- | ----------- | ----------------------------- | ------- | ------- | ------- | ------- | ------- |
| 1             | Zöldesi Illés      | magyar           | kapus       | 1998. február 9. (27 éves)    |         |         |         |         |         |
| 12            | Tóth Dániel        | magyar           | kapus       | 1993. május 30. (31 éves)     |         |         |         |         |         |
| 31            | Acsádi Bence       | magyar           | kapus       | 2001. február 6. (24 éves)    |         |         |         |         |         |
|               | Szabados István    | magyar           | kapus       | 1997. november 8. (27 éves)   |         |         |         |         |         |
| Védők         |                    |                  |             |                               |         |         |         |         |         |
| 5             | Papp Ferenc        | magyar           | hátvéd      | 1989. augusztus 27. (35 éves) |         |         |         |         |         |
| 6             | Sárosi Norbert     | magyar           | hátvéd      | 2001. május 31. (23 éves)     |         |         |         |         |         |
| 7             | Karikás Krisztián  | magyar           | hátvéd      | 1995. július 22. (29 éves)    |         |         |         |         |         |
| 18            | Bényei Balázs      | magyar           | hátvéd      | 1990. január 10. (35 éves)    |         |         |         |         |         |
| 22            | Zachán Péter       | magyar           | hátvéd      | 1997. december 12. (27 éves)  |         |         |         |         |         |
| 23            | Nagy Zoltán        | magyar           | hátvéd      | 1985. október 25. (39 éves)   |         |         |         |         |         |
| 24            | Soltész János      | magyar           | hátvéd      | 2000. február 16. (25 éves)   |         |         |         |         |         |
| 55            | Szabó Kornél       | magyar           | hátvéd      | 2001. április 21. (23 éves)   |         |         |         |         |         |
| 74            | Orosz Marcell      | magyar           | hátvéd      | 2000. augusztus 12. (24 éves) |         |         |         |         |         |
| Középpályások |                    |                  |             |                               |         |         |         |         |         |
| 7             | Sármány Kristóf    | magyar           | középpályás | 2001. január 29. (24 éves)    |         |         |         |         |         |
| 8             | Sigér Ákos         | magyar           | középpályás | 1995. július 8. (29 éves)     |         |         |         |         |         |
| 9             | Sándor Tamás       | magyar           | középpályás | 1996. július 21. (28 éves)    |         |         |         |         |         |
| 10            | Rezes László       | magyar           | középpályás | 1987. augusztus 12. (37 éves) |         |         |         |         |         |
| 11            | Spitzmüller István | magyar           | középpályás | 1986. május 14. (38 éves)     |         |         |         |         |         |
| 66            | Nikitscher Tamás   | magyar           | középpályás | 1999. november 3. (25 éves)   |         |         |         |         |         |
| 96            | Nagy Krisztián     | magyar           | középpályás | 1995. július 18. (29 éves)    |         |         |         |         |         |
| Csatárok      |                    |                  |             |                               |         |         |         |         |         |
| 17            | Kertész Tamás      | magyar           | csatár      | 1992. május 30. (32 éves)     |         |         |         |         |         |
| 20            | Kiss Bence         | magyar           | csatár      | 2001. február 6. (24 éves)    |         |         |         |         |         |
| 21            | Bereczki Dániel    | magyar           | csatár      | 1995. június 2. (29 éves)     |         |         |         |         |         |
| 45            | Ibrahima Sidibe    | szenegáli magyar | csatár      | 1980. augusztus 10. (44 éves) |         |         |         |         |         |
| 65            | Kundrák Norbert    | magyar           | csatár      | 1999. május 18. (25 éves)     |         |         |         |         |         |
| 70            | Gyönyörű Gergő     | magyar           | csatár      | 2002. május 5. (22 éves)      |         |         |         |         |         |
| 77            | Székely Dávid      | magyar           | csatár      | 1996. május 15. (28 éves)     |         |         |         |         |         |
| 99            | Kenderesi Dávid    | magyar           | csatár      | 2002. január 12. (23 éves)    |         |         |         |         |         |

### Futsal
A DEAC Futsal Club a DEAC-Armada jogutódjaként indult a 2012/2013-as bajnoki szezonban. A 2016/2017-es idényben a csapat felkerült az NB I-be, így az ország tíz legjobb teremlabdarúgócsapata közé tartozik.

### Amerikai futball
2018-ban alakult az amerikaifutball-szakosztály, mely indulásakor átvette a Debrecen Gladiators csapatának felnőtt és utánpótlás játékosait és edzőit egyaránt. Az új szakosztály DEAC Gladiators néven szerepel.

### Atlétika
A DEAC sportolója Gordoni Imre 800 és 1500 méteren magyar bajnok volt. A magyar női válogatottban két DEAC-os versenyző szerepelt. Gyarmati Olga a londoni olimpián távolugrásban aranyérmet szerzett. A férfiaknál a főiskolai VB-n három DEAC-os versenyzővel lett első a magyar csapat, Tóth Lajos egyéniben lett második.
1960-ban Göri István az országos bajnokságon első lett a 20 km-es gyaloglásban, ugyanebben a számban 15. helyezést ért el 1964-ben a tokiói olimpián. Az országos junior bajnokságon 10 km-es gyaloglásban Bereczky Ferenc, távolugrásban Tatár László lett aranyérmes.

### Asztalitenisz
Thomasz Henrik egyéniben és párosban Kelet-Magyarország bajnoka volt.

### Cheerleader
A szakosztály 2017. januárban 12 hallgató részvételével alakult. A VII. Kárpát-medencei Egyetemek Kupáján a Cheer Dance Team kategóriában ezüstérmet szereztek.

### E-sport
Magyarországon elsőként a DEAC színeiben jött létre E-sport szakosztály, melynek tagjai professzionális módon, versenyszerűen foglalkoznak az egyes videojátékokkal, a tervek szerint az egyetem Informatikai Karával együttműködve.

### Jégkorong
A DEAC színeiben indít felnőtt férfi jégkorongcsapatot a város, amely a 2018-2019-es szezontól az Erste Ligában versenyez.
2021-ben elhódították a Magyar Kupát, az elődöntőben a Ferencvárost (2–1), a döntőben a Fehérvárt (5–4) győzték le. 2022-ben ismét kupagyőztesek lettek. 2021-ben és 2022-ben az Erste Liga elődöntőjéig jutottak, ezzel a magyar bajnokságban második helyen végeztek.
Vezetőedzők
- David Musial (2018–2021)[28]
- György József (2021–2023)[29]
- Vaszjunyin Artyom (2023–)[30]

### Kézilabda
2005-ben alakult meg a D-Medikus SE, a többszörös DEK kupa győztes és Medikus kupa győztes orvostanhallgatókból álló együttes, amely néhány év múlva az NB II-be került, majd visszaesett a megyei bajnokságba. A 2012-ben ezüstérmes csapat a visszalépő Balmazújváros utódjaként, annak junior csapatával indulva jutott vissza az NB II -es bajnokságba. A csapat a 2016/2017-es szezonban az NB II felnőtt északkeleti csoportjában első helyezést ért el, így a 2017/2018 szezont már az NB I/B-ben folytatja.

### Kosárlabda
Az 1942-ben alakult kosárlabda szakosztály 1950-ig megyei szinten játszott, majd fél évszázadon át az NB II-ben folytatták. 2011 óta az NB I/B-ben szerepeltek, ahol 2015-ben már dobogós helyen végeztek, míg 2017-ben kiharcolták az NB I/A-s tagságot.
A DEAC 2011-ben vált az elsőszámú kosárlabdacsapattá a városban, akkor még mindössze két felnőtt csapattal indult a harmadosztályban. A csapat a másod- vagy alacsonyabb osztályú csapatok számára kiírt Hepp-kupát 2015-ben megnyerte, ugyanebben az évben a bajnokságban ezüstéremig jutott. A másodosztály megnyerése után, 2017-től már indulhat az NB I A-csoportjában, emellett a legtehetségesebb fiatalok továbbra is az NB I B-csoportjában versenyezhetnek. A DEAC partneri kapcsolatban áll a Debreceni Kosárlabda Akadémiával, így a keleti-régió legnagyobb utánpótlás bázisa áll a felnőtt együttesek mögött. Az elmúlt években a debreceni fiatalok rendszeresen részt vesznek az országos nyolcas döntőkön, melyet az országban csak nagyon kevés egyesület mondhat el magáról.

### Röplabda
A DEAC férfi röplabdacsapata 2003-ban jutott fel a bajnokság legmagasabb osztályába, az NB I-be, és azóta is ott szerepel. A csapat játékosai két kivétellel mindnyájan egyetemisták. Női röplabdacsapata első alkalommal a 2016/17-es bajnoki évben startolt az NB II-ben és itt indulhat a 2017/18-as bajnokságban is. A csapat játékosai mindannyian az egyetem hallgatói.

### Sakk
A sakkszakosztály hosszú ideig rendszeresen az OB I-ben és az OB II-ben szerepelt. Filep Tibor 1959-ben tagja volt a főiskolai világbajnokságon a 3. helyezést megszerző magyar válogatottnak.

### Strandfoci
A klub legfiatalabb szakosztálya. A csapat egy brazil világbajnok edzővel, Luiz Escobarral 2017 nyarán feljutott az NB I-be.

### Torna
1964-től kezdve hosszú időn keresztül I. osztályú női tornászcsapata is volt a klubnak.

### Vívás
1934-ben a DEAC kardcsapata mindössze 5:4 arányban kapott ki a Ludovika Akadémia olimpiai és országos bajnokokból álló csapatától.